# Dietwiller
 Dietwiller (en alsacià Dietwiller) és un municipi francès, situat a la regió del Gran Est, al departament de l'Alt Rin. L'any 2005 tenia 1.310 habitants.

## Demografia
| 1962 | 1968 | 1975 | 1982  | 1990  | 1999  |
| ---- | ---- | ---- | ----- | ----- | ----- |
| 324  | 337  | 470  | 1.053 | 1.258 | 1.189 |

## Administració
| Període | Identitat   | Partit |
| ------- | ----------- | ------ |
| 2001-   | Robert Riss |        |

## Agermanaments
- Alamans de Dròt